# 一関市立萩荘中学校
一関市立萩荘中学校（いちのせきしりつ はぎしょうちゅうがっこう）は、岩手県一関市萩荘にある公立中学校。略称は萩中（はぎちゅう）。

## 沿革
- 1970年（昭和45年）4月1日 - 一関市立萩荘第一中学校と一関市立萩荘第二中学校を統合し、一関市立萩荘中学校として開校[2][3]。
- 1970年度（昭和45年度）- 校舎を落成[4]。
- 1971年（昭和46年）7月 - 新校舎[注釈 1]と屋外プールを落成[5]。
- 1982年（昭和57年）2月3日 - 鶏舞で全国大会に出場[2]。
- 1989年（平成元年）7月 - 県中総体にてバスケットボール女子「優勝5連覇」[2]。
- 2001年（平成13年）7月 - 大規模改修工事が完了[5]。
- 2006年（平成18年）8月 - 県中総体にてソフトテニス男子団体・個人「優勝」。東北中学校ソフトテニス大会にて男子個人「優勝」[5]。
- 2007年（平成19年）7月 - 県中総体にてソフトテニス男子個人「優勝」[5]。
- 2008年（平成20年）7月 - 県中総体にてソフトテニス男子個人「優勝」[5]。
- 2009年（平成21年）
  - 4月 - 特別支援学級を設置[6][7]。
  - 7月 - ソフトテニス男子団体が東北地方中学校総合体育大会「優勝」、全国中学校ソフトテニス大会「第5位」[2]。
- 2011年（平成23年）
  - 3月11日 - 東北地方太平洋沖地震により各所が被災[8]。
  - 3月 - 体育館を落成[注釈 2][5]。
- 2013年（平成25年）3月 - ソフトテニスコート3面を設置[2]。
- 2014年（平成26年）11月15日 - 県新人大会にて卓球男子団体「準優勝」[9]。
- 2015年（平成27年）7月18日 - 県中総体にて卓球男子団体「優勝」[10]。
- 2016年（平成28年）7月16日 - 県中総体にて卓球男子団体「優勝」、女子個人戦「優勝」[11]。
- 2018年（平成30年）
  - 7月14日 - 県中総体にて卓球女子団体「準優勝」[12]。
  - 8月 - 東北中学校体育大会にて卓球女子個人「準優勝」[13]。
  - 9月 - 第73回国民体育大会の卓球少年女子の部に出場[5]。

## 学校目標

### 教育目標
- 明るく 心豊かな生徒「誠実」
- 気力に満ち 体力のある生徒「健強」
- 意欲に燃え 学習にひたむきな生徒「探究」

### スローガン
- 魅力ある学校づくり

出典：

## 学校活動
主な学校活動（行事）のみ掲載。
1学期
- 4月 - 新任式、始業式、入学式、対面式
- 5月 - プール清掃
- 6月 - 小中交流会、一関地方中総体、県通信陸上競技大会
- 7月 - 県中総体、終業式（夏季休業）

2学期
- 8月 - 始業式、地区駅伝大会
- 9月 - 一関地方児童生徒独唱大会、一関地方新人戦
- 10月 - 一関地方中文祭、県新人大会前期、文化祭
- 11月 - 修学旅行（3年生）、音楽発表会、県新人大会後期、県中文祭
- 12月 - ふるさと学習、終業式（冬期休業）

3学期
- 1月 - 始業式、公立高等学校推薦入試
- 2月 - なし
- 3月 - 公立高等学校一般入試、卒業式、修了式（学年末休業）、離任式

## 部活動
2020年度時点で活動している部活動。

### 運動部
- 野球部（男子）
- サッカー部（男子）
- バレーボール部（女子）

- バスケットボール部
- ソフトテニス部
- 卓球部

### 文化部
- 総合文化部

### 廃止した部活動
- ソフトボール部[17][16]
- 情報科学部[17][16]

## 付属施設
主な施設のみ掲載。
- 体育館（1,189 m2[1]）- 鉄骨造平屋建て[4]
- 校庭（15,585 m2[1]）
- テニスコート

## 生徒・学級数
2000年度以降の生徒数と学級数。
| 年度                                          | 生徒数   | 増減 | 学級数 | 増減 | 出典   | 備考             |
| --------------------------------------------- | -------- | ---- | ------ | ---- | ------ | ---------------- |
| 2000（平成12）年度                            | 189      |      | 7      |      | [ 18 ] | 開校30周年       |
| 2001（平成13）年度                            | 176      | －13 | 7      | 0    | [ 19 ] |                  |
| 2002（平成14）年度                            | 196      | 20   | 7      | 0    | [ 20 ] |                  |
| 2003（平成15）年度                            | 197      | 1    | 6      | －1  | [ 21 ] |                  |
| 2004（平成16）年度                            | 209      | 12   | 7      | 0    | [ 22 ] |                  |
| 2005（平成17）年度                            | 202      | －7  | 6      | －1  | [ 23 ] |                  |
| 2006（平成18）年度                            | 208      | 6    | 6      | 0    | [ 24 ] |                  |
| 2007（平成19）年度                            | 209      | 1    | 6      | 0    | [ 25 ] |                  |
| 2008（平成20）年度                            | 193      | －16 | 6      | 0    | [ 6 ]  |                  |
| 2009（平成21）年度                            | 198（2） | 5    | 7（1） | 1    | [ 7 ]  | 特別支援学級設置 |
| 2010（平成22）年度                            | 182（2） | －16 | 7（1） | 0    | [ 26 ] | 統合40周年       |
| 2011（平成23）年度                            | 186（5） | 4    | 7（1） | 0    | [ 27 ] |                  |
| 2012（平成24）年度                            | 193（5） | 7    | 9（2） | 2    | [ 28 ] |                  |
| 2013（平成25）年度                            | 198（4） | 5    | 8（2） | －1  | [ 28 ] |                  |
| 2014（平成26）年度                            | 194（6） | －4  | 8（2） | 0    | [ 28 ] |                  |
| 2015（平成27）年度                            | 183（5） | －11 | 8（2） | 0    | [ 28 ] |                  |
| 2016（平成28）年度                            | 192（7） | 9    | 9（2） | 1    | [ 28 ] |                  |
| 2017（平成29）年度                            | 195（4） | 3    | 8（2） | －1  | [ 28 ] |                  |
| 2018（平成30）年度                            | 191（7） | －4  | 8（2） | 0    | [ 28 ] |                  |
| 2019（令和元）年度                            | 178（8） | －13 | 8（2） | 0    | [ 28 ] |                  |
| 2020（令和2）年度                             | 181（8） | 3    | 8（2） | 0    | [ 28 ] | 統合50周年       |
| 2021（令和3）年度                             | 188（7） | 7    | 8（2） | 0    | [ 28 ] |                  |
| 2022（令和4）年度                             | 187（7） | －1  | 8（2） | 0    | [ 28 ] |                  |
| 2023（令和5）年度                             | 188（9） | 1    | 8（2） | 0    | [ 2 ]  |                  |
| ※生徒数・学級数内の（）は特別支援生徒・学級数 |          |      |        |      |        |                  |

## 学区
- 一関市萩荘
  - 萩荘1区、3区 - 11区
  - 萩荘2区（萩荘字鍋倉は一部）
  - 字脇田郷、字川崎、字駒下、字高梨

出典：

## 進学前小学校
- 一関市立萩荘小学校（一関市萩荘）[29]

## アクセス
国道457号沿い、萩荘小学校や萩荘幼稚園のそばに位置している。

### 自動車
- 国道457号の萩荘字打ノ目の交差点から市道経由で約2分
- 国道4号・国道284号の高梨交差点から国道457号と市道経由で約3分

## 周辺
- 一関市立萩荘幼稚園
- 一関市立萩荘小学校
- 一関市西部学校給食センター
- 久保川
- 一関警察署 萩荘駐在所

## 出身者
- 小野寺祥太 - バスケットボール選手[30]
- 岩渕弘人 - サッカー選手（ファジアーノ岡山FC）[31]
- 藤山翔太 ーフットサル選手(ヴォスクオーレ仙台)